# Municipio de Middle (Nueva Jersey)
El municipio de Middle (en inglés: Middle Township) es un municipio ubicado en el condado de Cape May en el estado estadounidense de Nueva Jersey. En el año 2010 tenía una población de 18.911 habitantes y una densidad poblacional de 87,88 personas por km².

## Geografía
El municipio de Middle se encuentra ubicado en las coordenadas 39°3′23″N 74°51′1″O / 39.05639, -74.85028.

## Demografía
Según la Oficina del Censo en 2000 los ingresos medios por hogar en el municipio eran de $41,533 y los ingresos medios por familia eran $49,030. Los hombres tenían unos ingresos medios de $37,531 frente a los $27,166 para las mujeres. La renta per cápita para la localidad era de $19,805. Alrededor del 10.2% de la población estaba por debajo del umbral de pobreza.